# Greenwich Park
Greenwich Park est un parc situé à Greenwich, dans la banlieue sud-est de Londres, en Angleterre. C'est l'un des huit parcs royaux de la capitale et le premier d'entre eux à avoir été clôturé.
Il couvre actuellement une superficie totale de 70 hectares, faisant partie du patrimoine mondial de l'UNESCO du fait que le site accueille  l'Observatoire royal de Greenwich, point de départ du méridien d'origine (Prime Meridian).
Toute l'année, le parc est ouvert à partir de 6 heures (7 heures pour les véhicules) jusqu'à la tombée de la nuit. Il offre un refuge aux citadins, bien loin du centre de Londres. L'un des secrets pour concevoir des villes non nuisibles à l'environnement consiste à attirer les amoureux de la nature dans des espaces verts urbains, plutôt que dans des banlieues.
Il accueille, lors des Jeux olympiques de 2012, les épreuves hippiques et celles du pentathlon moderne.

## Historique
Ce domaine de 74 hectares est à l'origine la propriété de l'abbaye Saint-Pierre de Gand. Il revient à la couronne en 1427. Il sert au colportage. Le roi Henri VI le donne à son oncle Humphrey de Lancastre, duc de Gloucester. Celui-ci construit une maison (Belle Court) sur la rivière, et un château sur la colline dominant le site (Duke Humphrey’s Tower). Après la disgrâce d'Humphrey, Bella Court est remanié pour devenir le palais de Placentia.
Durant le XVIe siècle, Henri VIII y introduit des cerfs pour la chasse.
Au XVIIe siècle, tandis que le palais de Placentia est détruit pour laisser la place à la Queen's House et au Greenwich Hospital, Jacques Ier fait clôturer le domaine par un mur de brique de quatre mètres de haut et de trois kilomètres de longueur, pour un coût de 2 000 livres. Cette construction constitue aujourd'hui encore la limite du parc.
L'Observatoire royal est installé sur le site par le roi Charles II en 1675. Durant la même période, le parc est aménagé selon les plans élaborés par André Le Nôtre.
Au siècle suivant, Greenwich Park est ouvert au public. L'homme de lettres Samuel Johnson le visite en 1763, et laisse ce commentaire : « N'est-il pas beau ? ».

Panorama de Greenwich Park vu de l'observatoire (au centre, le National Maritime Museum).

## Observatoire Royal

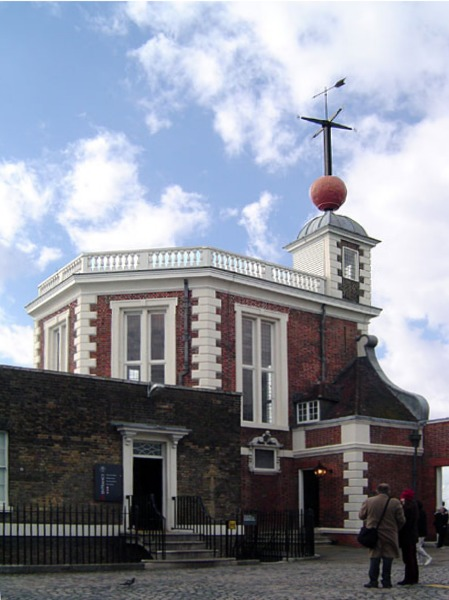
L'observatoire royal.

L'observatoire est au sommet de la colline. On trouve à l'extérieur une statue du Général James Wolfe sur une petite place offrant une large vue sur l'ancien hôpital de Greenwich (le Old Royal Naval College désormais Université de Greenwich), puis au-delà de la Tamise, un panorama s’étendant de la City au Dôme du millénaire en passant par les tours de Canary Wharf.

## Équipements
On trouve sur la partie basse du parc une très populaire aire de jeux pour enfants (angle Nord Est, près de la station de train Maze Hill) ainsi qu'un étang à bateaux. Près de l'entrée Greenwich town centre se trouve un jardin d'herbes aromatiques.
La partie haute accueille un vaste jardin botanique doté d'une mare aux canards, un jardin de roses, un terrain de cricket, de vieux marronniers noueux du XVIIe siècle, un kiosque à musique, des courts de tennis, un vieux chêne (Le 'Queens Oak', en hommage à la reine Élisabeth I) et un enclos contenant quelques cerfs sauvages.
Il est possible de rejoindre le parc en voiture par le Nord depuis Blackheath.

## Sport

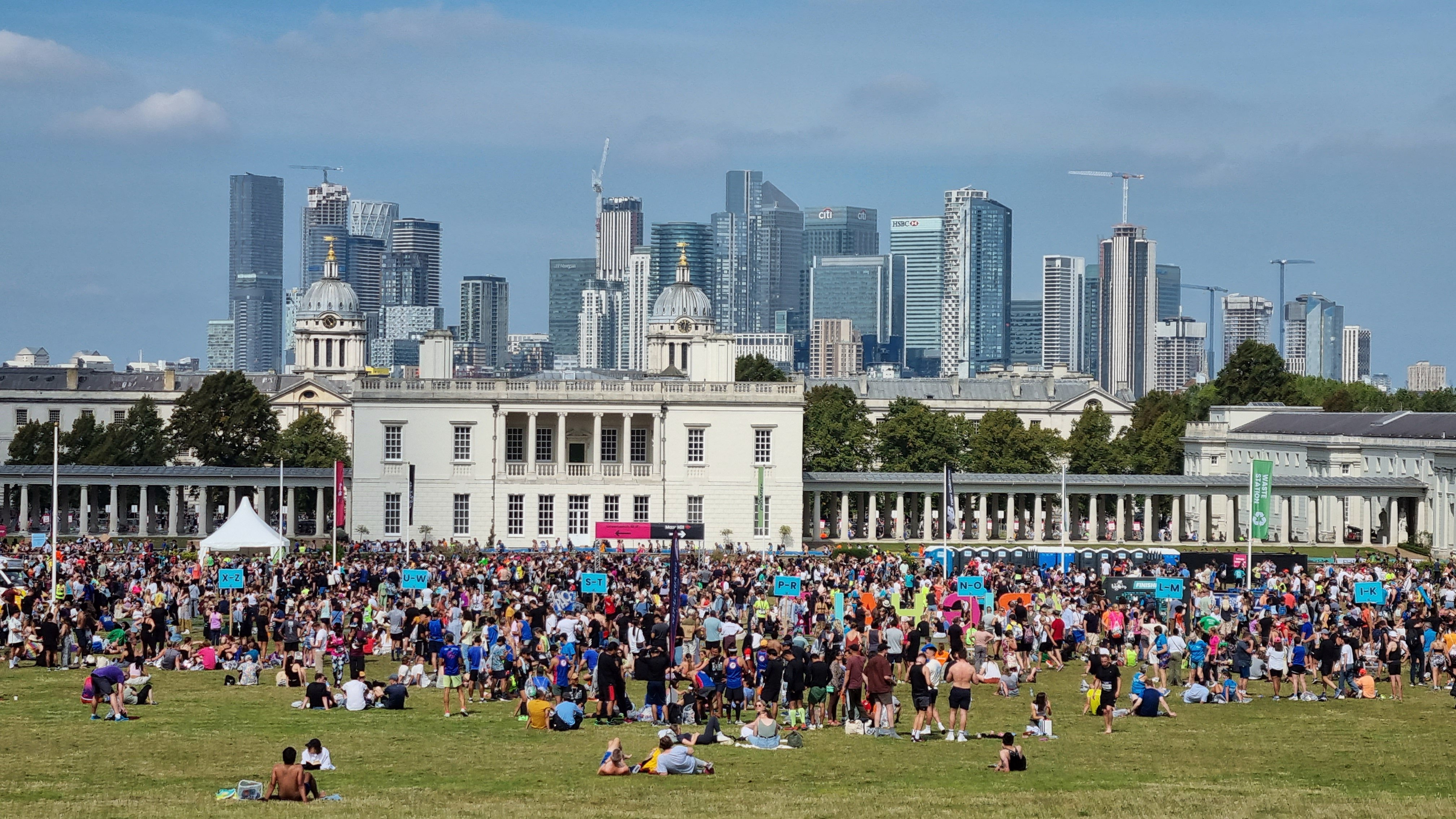
Greenwich Park utilisé pour le Big Half en 2023

Pendant les jeux olympiques d'été 2012, Greenwich park a accueilli les épreuves d'équitation et de pentathlon moderne. Les épreuves paralympiques d'équitation ont aussi eu lieu dans les mêmes installations.
Le choix du Greenwich Park comme lieu d'accueil des épreuves olympiques d'équitation a été source de tensions entre le comité d'organisation (LOCOG) et une partie des habitants locaux. Malgré les 12000 signatures recueillies dès février 2009 par le groupe NOGOE (No to Greenwich Olympic Equestrian Events), le choix du parc comme lieu d'accueil est maintenu.
Le parc est aussi utilisé pour d'autres manifestations sportives, comme le départ de la dernière étape  du tour cycliste 2006 de Grande-Bretagne ou comme un des points de départ habituels du Marathon de Londres